# Campionats del món de ciclisme en ruta de 2024
Els Campionats del món de ciclisme en ruta de 2024 es disputaran del 21 al 29 de setembre de 2024 a Zúric, Suïssa.

## Programa
| Data                             | Prova                                                  | Localitat (sortida)       | Localitat (arribada)      | Distància                 |
| Contrarellotge individual        | Contrarellotge individual                              | Contrarellotge individual | Contrarellotge individual | Contrarellotge individual |
| -------------------------------- | ------------------------------------------------------ | ------------------------- | ------------------------- | ------------------------- |
| 22 setembre                      | Contrarellotge femenina Contrarellotge femenina sub-23 | Gossau                    | Zúric                     | 29.9 km                   |
| 22 setembre                      | Contrarellotge masculina                               | Zúric                     | Zúric                     | 46.1 km                   |
| 23 setembre                      | Contrarellotge masculina júnior                        | Zúric                     | Zúric                     | 24.9 km                   |
| 23 setembre                      | Contrarellotge masculina sub-23                        | Gossau                    | Zúric                     | 29.9 km                   |
| 24 setembre                      | Contrarellotge femenina júnior                         | Zúric                     | Zúric                     | 18.8 km                   |
| Contrarellotge per equips mixtos |                                                        |                           |                           |                           |
| 25 setembre                      | Contrarellotge per equips mixtos                       | Zúric                     | Zúric                     | 53.7 km                   |
| Cursa en línia                   |                                                        |                           |                           |                           |
| 26 setembre                      | Cursa en línia femenina júnior                         | Uster                     | Zúric                     | 73.6 km                   |
| 26 setembre                      | Cursa en línia masculina júnior                        | Uster                     | Zúric                     | 127.2 km                  |
| 27 setembre                      | Cursa en línia masculina sub-23                        | Uster                     | Zúric                     | 173.6 km                  |
| 28 setembre                      | Cursa en línia femenina Cursa en línia femenina sub-23 | Uster                     | Zúric                     | 154.1 km                  |
| 29 setembre                      | Cursa en línia masculina                               | Winterthur                | Zúric                     | 273.9 km                  |

## Resultats

### Proves professionals
| Event                            | Or | Or            | Plata | Plata    | Bronze | Bronze   |
| Proves masculines professionals  | |               | |          | |          |
| Cursa en línia masculina         | Tadej Pogačar (SLO)                                                                                         | 6h 27' 30"    | Ben O'Connor (AUS) | + 34"    | Mathieu van der Poel (NED)                                                                                       | + 58"    |
| Contrarellotge masculina         | Remco Evenepoel (BEL)                                                                                       | 53' 01.98"    | Filippo Ganna (ITA) | + 6.43"  | Edoardo Affini (ITA)                                                                                             | + 54.44" |
| Proves femenines professionals   | |               | |          | |          |
| Cursa en línia femenina          | Lotte Kopecky (BEL)                                                                                         | 4h 05' 26"    | Chloé Dygert (USA) | m.t.     | Elisa Longo Borghini (ITA)                                                                                       | m.t.     |
| Contrarellotge femenina          | Grace Brown (AUS)                                                                                           | 39' 16.04"    | Demi Vollering (NED) | + 16.79" | Chloé Dygert (USA)                                                                                               | + 56.42" |
| Proves mixtes                    | |               | |          | |          |
| Contrarellotge per equips mixtos | Austràlia · Michael Matthews · Ben O'Connor · Jay Vine · Grace Brown · Brodie Chapman · Ruby Roseman-Gannon | 1h 12' 52.28" | Alemanya · Marco Brenner · Miguel Heidemann · Maximilian Schachmann · Franziska Koch · Liane Lippert · Antonia Niedermaier | + 0.85"  | Itàlia · Edoardo Affini · Mattia Cattaneo · Filippo Ganna · Elisa Longo Borghini · Soraya Paladin · Gaia Realini | + 8.25"  |

### Proves sub-23
| Event                           | Or                        | Or         | Plata                  | Plata       | Bronze                    | Bronze      |
| Proves sub-23 masculines        |                           |            |                        |             |                           |             |
| Cursa en línia masculina sub-23 | Niklas Behrens (GER)      | 3h 57' 24" | Martin Svrček (SVK)    | m.t.        | Alec Segaert (BEL)        | + 28"       |
| Contrarellotge masculina sub-23 | Iván Romeo (ESP)          | 36' 42.70" | Jakob Söderqvist (SWE) | + 32.05"    | Jan Christen (SUI)        | + 40.68"    |
| Proves sub-23 feminines         |                           |            |                        |             |                           |             |
| Cursa en línia femenina sub-23  | Puck Pieterse (NED)       | 4h 08' 26" | Neve Bradbury (AUS)    | m.t.        | Antonia Niedermaier (GER) | m.t.        |
| Contrarellotge femenina sub-23  | Antonia Niedermaier (GER) | 40' 21.14" | Jasmin Liechti (SUI)   | + 2' 11.69" | Julie De Wilde (BEL)      | + 2' 16.75" |

### Proves júniors
| Event                           | Or                      | Or         | Plata                     | Plata    | Bronze                      | Bronze   |
| Proves masculines júniors       |                         |            |                           |          |                             |          |
| Cursa en línia masculina júnior | Lorenzo Mark Finn (ITA) | 2h 57' 05" | Sebastian Grindley (GBR)  | + 2' 05" | Senna Remijn (NED)          | + 3' 06" |
| Contrarellotge masculina júnior | Paul Seixas (FRA)       | 28' 08.43" | Jasper Schoofs (BEL)      | + 6.31"  | Matisse van Kerckhove (BEL) | + 7.13"  |
| Proves femenines júniors        |                         |            |                           |          |                             |          |
| Cursa en línia femenina júnior  | Cat Ferguson (GBR)      | 1h 54' 48" | Paula Ostiz Taco (ESP)    | m.t.     | Viktória Chladoňová (SVK)   | m.t.     |
| Contrarellotge femenina júnior  | Cat Ferguson (GBR)      | 23' 49.72" | Viktória Chladoňová (SVK) | + 34.30" | Imogen Wolff (GBR)          | + 36.60" |

## Medaller
| Posició | País          | Or | Plata | Bronze | Total |
| 1       | Austràlia     | 2  | 2     | 0      | 4     |
| 2       | Bèlgica       | 2  | 1     | 3      | 6     |
| 3       | Regne Unit    | 2  | 1     | 1      | 4     |
| 3       | Alemanya      | 2  | 1     | 1      | 4     |
| 5       | Itàlia        | 1  | 1     | 3      | 5     |
| 6       | Països Baixos | 1  | 1     | 2      | 4     |
| 7       | Espanya       | 1  | 1     | 0      | 2     |
| 8       | França        | 1  | 0     | 0      | 1     |
| 8       | Eslovènia     | 1  | 0     | 0      | 1     |
| 10      | Eslovàquia    | 0  | 2     | 1      | 3     |
| 11      | Suïssa        | 0  | 1     | 1      | 2     |
| 11      | Estats Units  | 0  | 1     | 1      | 2     |
| 13      | Suècia        | 0  | 1     | 0      | 1     |
| Total   | Total         | 13 | 13    | 13     | 39    |